# Milt Schoon
Milton Wilbur Schoon, detto Milt (Gary, 25 febbraio 1922 – Janesville, 18 gennaio 2015), è stato un cestista statunitense, professionista nella NBL, BAA e nella NBA.